# Эретова, Квета
Квета Эретова (урождённая Йеништова; 21 ноября 1926, Прага — 8 января 2021) — чешская шахматистка, гроссмейстер среди женщин (1986). Тренер.
Многократная чемпионка ЧССР. В составе национальной команды участница 5 олимпиад (1957—1974). Участница соревнований на первенство мира: турниры претендентов — Пловдив (1959) и Сухуми (1964) — 10-е; межзональный турнир — Рио-де-Жанейро (1979) — 8—9-е; зональные турниры ФИДЕ (1969, 1972, 1975, 1979 и 1981), лучшие результаты — Перник (1972) — 5-е, Залаэгерсег (1979) — 4—7-е места.
Лучшие результаты в других международных соревнованиях: Данлоп (1967) — 1-е; Москва (1971) — 2—3-е; Пловдив (1975) — 1—2-е; Дечин (1975) — 1-е; Будапешт (1976 и 1979) — 3—4-е и 3-е; Пётркув-Трыбунальски (1980) — 2—4-е; Галле (1981) — 3—4-е; Пловдив (1984) — 1—4-е места.